# سوان پاند (ویرجینیای غربی)
سوان پاند (به انگلیسی: Swan Pond) یک منطقهٔ مسکونی در ایالات متحده آمریکا است که در شهرستان برکلی، ویرجینیای غربی واقع شده‌است.